# Helena Paleólogo (hija de Demetrio Paleólogo)
Helena Paleólogo (en griego: Ἑλένη Παλαιολογίνα; 23 de abril de 1442 – c.  1469), también conocida como Helena Hatun, fue hija única de Demetrio Paleólogo, déspota de Morea, hermano del último emperador bizantino Constantino XI Paleólogo. Su madre fue Teodora Asen de la familia Asen, una familia que una vez gobernó Bulgaria . Famosa por su belleza, el sultán Mehmed II, que había conquistado Constantinopla en 1453, la tomó en su harén después de su conquista de Morea en 1460, pero pronto decidió dejarla en la provincia, posiblemente por temor a ser envenenado por ella.
En lugar de permanecer en el harén del sultán, Helena recibió una pensión y grandes propiedades en Adrianópolis, donde vivió hasta su muerte por causas desconocidas alrededor de 1469, con sólo 27 años de edad.

## Biografía
Helena Paleólogo, nacida el 23 de abril de 1442, fue hija única de Demetrio Paleólogo, déspota de Morea, hermano de Constantino XI Paleólogo, el último emperador bizantino. Su madre fue Teodora Asen, hija de Pablo Asen, miembro de la antigua familia Asen, que antaño gobernó el Segundo Imperio búlgaro. En el momento de su nacimiento, su padre era déspota de Mesembria, y fue nombrado déspota de Morea hasta 1449. En su época, era famosa por su belleza y su espíritu alegre. In her time, Helena was famous for being beautiful and high-spirited.
En 1455, dos años después de la caída de Constantinopla, Demetrio, intentó concertar una alianza matrimonial con Aragón y Nápoles al desposar a Helena, que entonces tenía 13 años, con un nieto del rey Alfonso el Magnánimo. Después de que el sultán Mehmed II, quien había conquistado Constantinopla en 1453 y ahora gobernaba como soberano de Demetrio y de su hermano Tomás, invadiera Morea en 1458 por no haber recibido el tributo acordado entre ambos déspotas, estos planes matrimoniales fracasaron. En cambio, el sultán proclamó que se casaría con Helena.
Entre 1459 y 1460, Demetrio y Tomás libraron una guerra civil por el control de Morea, que solo concluyó con la intervención de Mehmed II y la anexión de ambos territorios al Imperio otomano. Mientras Tomás huyó al exilio, Demetrio se rindió a los otomanos en Mistrá sin oponer resistencia. Temiendo las represalias del sultán, Helena y su madre, Teodora, ya habían sido enviadas a un lugar seguro en Monemvasía. El 31 de mayo, Mehmed II llegó a las afueras de Mistrá y se reunió con el atemorizado Demetrio, quien le exigió que llamara a Teodora y Helena de Monemvasía y las entregara al sultán para que pudieran acompañarlo a Adrianópolis. El sultán probablemente, al menos inicialmente, pretendía que Helena, que ahora tenía 18 años, entrara en su harén, y la pusiera a ella y a su madre al cuidado de algunos de los eunucos de su séquito. Según el historiador bizantino Teodoro Espandunes, Mehmed nunca se casó con Helena:

El déspota Demetrio, que gobernaba en Mistrá, parece haber permitido al sultán conquistar el Peloponeso porque Mehmed había prometido casarse con su hija. Era su única hija y heredera de todo lo que poseía. Sin embargo, Mehmed ya no quería casarse con la hija de Demetrio, y ella murió virgen en Adrianópolis.

Se desconoce el motivo por el que Helena no permaneció en el harén del sultán, pero es posible que Mehmed II temiera que la joven intentara envenenarlo. En cambio, el sultán le proporcionó a Helena una pensión y una gran propiedad en Adrianópolis, aunque le prohibió casarse. Murió por causas desconocidas alrededor de 1469, con tan solo 27 años, y sus padres, tan conmovidos por el dolor que se retiraron a la vida monástica, fallecieron al año siguiente.